# Honduras (Cidra)
Honduras es un barrio ubicado en el municipio de Cidra en el Estado Libre Asociado de Puerto Rico. En el Censo de 2010 tenía una población de 1705 habitantes y una densidad poblacional de 296,53 personas por km².

## Geografía
Honduras se encuentra ubicado en las coordenadas 18°9′8″N 66°12′32″O / 18.15222, -66.20889. Según la Oficina del Censo de los Estados Unidos, Honduras tiene una superficie total de 5.75 km², de la cual 5.75 km² corresponden a tierra firme y (0%) 0 km² es agua.

## Demografía
Según el censo de 2010, había 1705 personas residiendo en Honduras. La densidad de población era de 296,53 hab./km². De los 1705 habitantes, Honduras estaba compuesto por el 72.55% blancos, el 8.8% eran afroamericanos, el 0.29% eran amerindios, el 14.96% eran de otras razas y el 3.4% pertenecían a dos o más razas. Del total de la población el 99.18% eran hispanos o latinos de cualquier raza.